# Turyzm/Tourism
Turyzm/Tourism – czasopismo naukowe Instytutu Geografii Miast i Turyzmu Uniwersytetu Łódzkiego, wydawane przez Wydawnictwo Uniwersytetu Łódzkiego.

## O czasopiśmie
Turyzm/Tourism to najstarsze polskie czasopismo naukowe o tematyce turystycznej, ukazuje się nieprzerwanie od 1985. W latach 1985–1990 publikowany był raz w roku w ramach serii wydawniczej „Acta Universitatis Lodziensis” (7 zeszytów). Od 1991 r. ukazuje się dwa razy w roku. W latach 1991–2000 artykuły zawierały streszczenia w języku francuskim i angielskim. Od 2001 r. czasopismo jest dwujęzyczne (polski i angielski).
Pismo ma charakter interdyscyplinarny. Jest skierowany do naukowców reprezentujących różne dyscypliny i zajmujących się problematyką turystyczną, przede wszystkim do geografów, ekonomistów, socjologów oraz przedstawicieli innych nauk społecznych. Czasopismo prezentuje wyniki najnowszych empirycznych badań nad współczesnymi zjawiskami dotyczącymi szeroko pojmowanej turystyki, hotelarstwa i rekreacji z uwzględnieniem ich lokalnej specyfiki i globalnego kontekstu. Publikuje wyłącznie prace nigdzie wcześniej niepublikowane: artykuły teoretyczne, badawcze, przeglądowe oraz notatki naukowe zawierające wyniki cząstkowe oryginalnych badań empirycznych, a także recenzje, sprawozdania i głosy w dyskusji.
Wszystkie numery są recenzowane zgodnie z modelem double-blind review, a artykuły dostępne są w Otwartym Dostępie (Open Access) na licencji CC BY-NC-ND.

## Rada Naukowa
- Wiesław Alejziak (Akademia Wychowania Fizycznego w Krakowie, Polska)
- Anna Aleksandrova (Uniwersytet Moskiewski im. Łomonosowa, Rosja)
- Konstantinos Andriotis (Uniwersytet Middlesex w Londynie, Wielka Brytania)
- Giacomo Del Chiappa (Uniwersytet w Sassari, Włochy)
- Carlos Costa (Universytet w Aveiro, Portugalia)
- Lydia Coudroy de Lille (Uniwersytet Lumière, Lion 2, Francja)
- Daniela Dumbraveanu (Uniwersytet Bukaresztański, Rumunia)
- Viachaslau Filimonau (Uniwersytet Bournemouth, Wielka Brytania)
- Grzegorz Gołembski (Uniwersytet Ekonomiczny w Poznaniu, Polska)
- Myriam Jansen-Verbeke (Katolicki Universytet w Leuven, Belgia)
- Daniela A. Jelinčić (Instytut Rozwoju i Stosunków Międzynarodowych, Zagrzeb, Chorwacja)
- Erdogan Koc (Uniwersytet Bahçeşehir w Stambule, Turcja)
- Andrzej Kowalczyk (Uniwersytet Warszawski, Polska)
- Włodzimierz Kurek (Uniwersytet Jagielloński w Krakowie, Polska)
- Dominic Lapointe (Uniwersytet Quebecku, Kanada)
- Peter Lugosi (Uniwersytet Oxford Brookes, Wielka Brytania)
- Yoel Mansfeld (Uniwersytet w Hajfie, Izrael)
- Beata Meyer (Uniwersytet Szczeciński, Polska)
- Mirosław Mika (Uniwersytet Jagielloński w Krakowie, Polska)
- Sonia Mileva-Bojanova (Sofijski Uniwersytet św. Klemensa Ochrydzkiego, Bułgaria)
- Tamara Ratz (Uniwersytet Jánosa Kodolányiego, Budapeszt – Orosháza – Székesfehérvár, Węgry)
- Even Tjørve (Høgskolen Innlandet, Lillehammer, Norwegia)
- Philippe Violier (Uniwersytet w Angers, Francja)
- Helena A. Williams (Uniwersytet Clarksona, Stany Zjednoczone)
- Robert L. Williams, Jr. (Uniwersytet Clarksona, Stany Zjednoczone)
- Jiří Vystoupil (Uniwersytet Masaryka w Brnie, Republika Czeska)
- Piotr Zmyślony (Uniwersytet Ekonomiczny w Poznaniu, Polska)

## Redaktorzy
- Andrzej Stasiak, red. naczelny (Uniwersytet Łódzki, Polska)
- Bogdan Włodarczyk, zastępca red. nacz. (Uniwersytet Łódzki, Polska)
- Leszek Butowski (Uniwersytet Łódzki, Polska)
- Andrzej Matczak (Uniwersytet Łódzki, Polska)
- Wasyl Kyfiak (Czerniowiecki Instytut Handlowo-Ekonomiczny, KNTEU, Ukraina)
- Brigita Žuromskaité (Uniwersytet Michała Römera w Wilnie, Litwa)
- Justyna Mokras-Grabowska, sekretarz naukowy (Uniwersytet Łódzki, Polska)
- Michał Duda, sekretarz naukowy (Uniwersytet Łódzki, Polska)

## Bazy
- Arianta
- Baidu Scholar
- CEJSH (The Central European Journal of Social Sciences and Humanities)
- CNKI Scholar (China National Knowledge Infrastructure)
- CNPIEC – cnpLINKer
- DOAJ (Directory of Open Access Journals)
- Dimensions
- EBSCO
- EconBiz
- Engineering Village
- ERIH PLUS (European Reference Index for the Humianities and Social Sciences)
- Genamics JournalSeek
- GeoArchive
- GeoRef
- Google Scholar
- IBR (International Bibliography of Reviews of Scholarly Literature in the Humanities and Social Sciences)
- IBZ (International Bibliography of Periodical Literature in the Humanities and Social Sciences)
- Index Copernicus
- Japan Science and Technology Agency (JST)
- J-Gate
- JournalGuide
- JournalTOCs
- KESLI-NDSL (Korean National Discovery for Science Leaders)
- Naviga (Softweco)
- POL-index
- Primo Central (ExLibris)
- ProQuest
- Publons
- QOAM (Quality Open Access Market)
- ReadCube
- Research Papers in Economics (RePEc)
- Scopus
- Summon (Serials Solutions/ProQuest)
- TDNet
- Ulrich’s Periodicals Directory/ulrichsweb
- WanFang Data
- WorldCat (OCLC)